# ليستر (فيرمونت)
ليستر (بالإنجليزية: Leicester, Vermont)‏ هي بلدة تقع بولاية فيرمونت في الولايات المتحدة. تأسست عام 1761، تبلغ مساحتها 56.4 (كم²)، وترتفع عن سطح البحر 147 م، بلغ عدد سكانها 1100 نسمة في عام 2010 حسب إحصاء مكتب تعداد الولايات المتحدة وتصل الكثافة السكانية فيها 20.4 نسمة/كم2.

## أعلام
- ارين إس. جونسون
- إلسا باركر
- أرون بيري

## وصلات خارجية
- www.leicestervt.org
- The US50 - Cities and Towns in Vermont State
- Vermont Cities and Towns, Facts, Map, Flag, Colleges, Government, and More